# East 180th Street
East 180th Street – stacja metra nowojorskiego, na linii 2 i 5. Znajduje się w dzielnicy Bronx, w Nowym Jorku i zlokalizowana jest pomiędzy stacjami Bronx Park East i West Farms Square – East Tremont Avenue. Została otwarta 3 marca 1917.